# V6 PRV-motorn

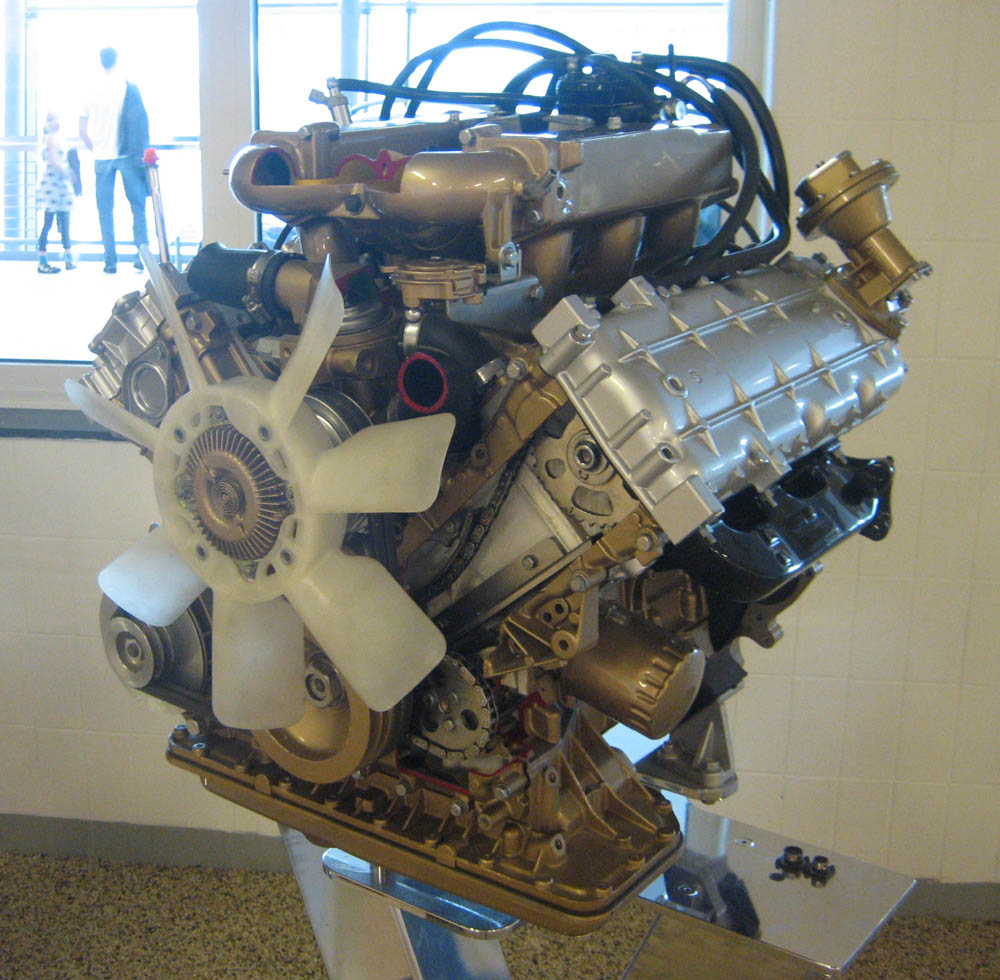
PRV-motorn

V6 PRV-motorn (internationellt även kallad Douvrin V6) är det vanliga namnet på den ottomotor i V6-formation som utvecklades på 1970-talet av Peugeot, Renault och Volvo (därav PRV) och tillverkades i nära en miljon exemplar mellan 1974 och 1998.
Fabriken låg i Douvrin i Frankrike, där Peugeot och Renault redan hade gemensam motortillverkning i företaget La Française de Mécanique (FM). Volvo anslöt sig till projektet 1971.  Det gemensamma företaget skulle från början ha tillverkat en V8-motor, men bensinkrisen i början av 1970-talet och efterföljande skatter för motorer större än 2,8 liter gjorde att man i stället konstruerade en V6:a. En följd av denna kursändring är att PRV-motorn i stället för 60 graders vinkel mellan cylinderbankerna, som är vanligast för V6:or, i stället har V8:ans typiska 90-gradersvinkel.
Den första bilmodell som hade PRV-motorn var Volvo 264, introducerad till modellåret 1975, och strax därefter följde Renault 30 och Peugeot 604. Motorn har sedan dess sålts till många tillverkare och återfunnits i ett flertal bilmodeller. Via Peugeot kom PRV-motorn att användas av Citroën och Talbot. Renaults ägande i American Motors Corporation gjorde att motorn användes i Eagle Premier och Dodge Monaco. Dessutom var det PRV-motorn som användes i den klassiska sportbilen DeLorean DMC-12. Totalt tillverkades 970 315 PRV-motorer.
När det gäller Volvo så kallades den första generationens PRV-motor för B27 (2,7 liter) och satt i Volvo 264 från 1975-80. Inför 240-modellens facelift 1981 samt introduktionen av Volvo 760 borrades motorn upp till 2,8 liter och benämndes B28. Även oljekanalerna till topparna borrades upp för bättre smörjning. B28 debuterade i Volvo 264 och 240 GLT-6 (specialversion) redan 1980-81 och i Volvo 760 från 1982 till 1986.
I samband med facelift av Volvo 760 1988 gjordes motorn om helt från grunden. Det är i princip bara motorblocket som är gemensamt med den ursprungliga motorn. Denna motor kallas B280 och satt även i Volvo 780 samt i Volvo 760 1987 (generation 1).
Några skillnader mellan B28 och B280 motorerna var lättare kolvar med nerflyttade kolvringar (större distans från kolvens krona till första kolvringen) , större oljepump, större oljekanaler, 4 bultar per vevaxelöverfall, ingjutna oljebad för kamaxelnockarna, vassare kammar i B280E motorn, B280F motorn fick en variant av B28E kamaxlar, B280E fick topplock med högflödes insugskanaler och B280F med "Swirlport"
Motorn fanns i olika versioner, A står för förgasarmotor (B27A, B28A), E står för insprutning (B28E, B280E) F står för insprutning i kombination med katalysator (B280F)

## Tekniska problem
En hel del av de tidiga motorerna av denna typ drabbades av problem med utslitna kamaxlar och tillhörande vippor. Detta orsakades av dåliga oljetätningar som gjorde att luftbubblor kom in i oljan som pumpades upp till kamaxlarna. 
Smörjningsproblemen var mycket mer allvarliga på Volvo än på andra bilmärken, som följd av att Volvo var tvungna att använda ett alltför litet oljetråg på grund av att framvagnsbalken var i vägen.
Cylinderfodren hade också en tendens att sjunka ner i blocket, vilket också ledde till motorrenovering. Den främsta orsaken till detta med fodren var att man inte var vaksam när motorn gick varm och började koka, exempelvis vid hård körning eller när man drog tunga husvagnar. En "vanlig" Volvomotor (4 cyl) har lite mer toleranser vid överhettning än PRV-motorn. Detta hade Volvoförarna i ryggmärgen och tänkte inte på att PRV-motorn var känsligare för varmgång .Sammantaget var de här problemen orsak till att en del Volvo 264:or i efterhand fick motorn utbytt till en vanlig B21. Även många 760 har utbytt motor till ex B23/B230 samt dieseln D24. Den sista versionen av PRV-motorn, B280, har inte dessa problem med foder, då man använde stålshims till fodren i stället för de papperspackningar man använde i B27/B28.

## Ojämn tändföljd
En konsekvens av att motorn hade 90 graders vinkel mellan cylinderraderna var att cylindrarna hade sin tändfas i en ojämn följd. Istället för 120 graders avstånd mellan tändningen var det 90 grader respektive 150 grader. D v s två cylindrar tände i snabbare följd, sedan en lite längre intervall innan nästa två o s v. Det berodde på att man hade två cylindrar som arbetade på gemensam vevtapp. Fenomenet är vanligt även på amerikanska V6:or som är baserade på blocket från en V8. Från 1986 fick motorn en ny vevaxel med separata vevtappar, och då blev det istället jämn tändföljd. 

## Bränslesystem
Biltillverkarna valde olika leverantörer av förgasare. Peugeot utrustade sina motorer med Solex-förgasare, medan Renault anlitade Weber. Volvo i sin tur kom fram till att SU-förgasare var den bästa lösningen. För insprutningsversionerna använde Volvo från början Bosch K-Jetronic (respektive K-lambda på marknader som tidigt krävde katalysator såsom USA och Japan) och senare Bosch LH 2.2. Citroën och Peugeot använde ett undertryckstyrt insprutningssystem från Bendix på framhjulsdrivna modeller, eventuellt har även Bosch-system förekommit på bakhjulsdrivna Peugeot.

## Urval av bilmodeller som sålts med varianter av PRV-motorn

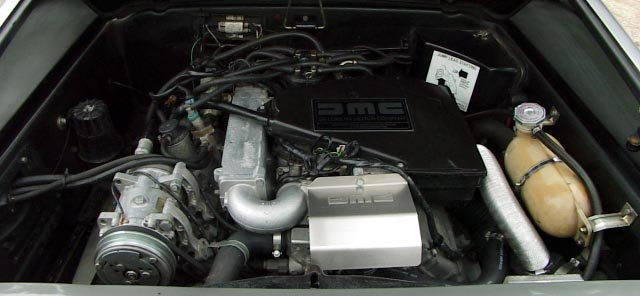
PRV-motorn i DeLorean DMC-12

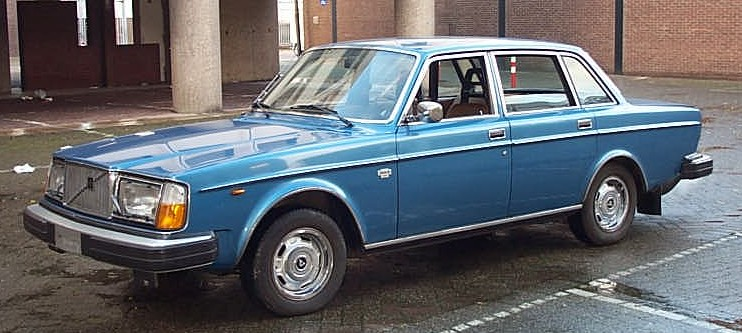
V6 PRV-motorn användes bland annat i Volvo 264.

- Alpine A310
- Alpine A610
- DeLorean DMC-12
- MVS Venturi
- Eagle Premier
- Citroën XM
- Renault 25
- Renault 30
- Renault Espace
- Renault Laguna
- Renault Megane
- Renault Safrane
- Peugeot 504
- Peugeot 604
- Peugeot 505
- Peugeot 605
- Lancia Thema
- Volvo 240 GLT
- Volvo 260
- Volvo 363 (konceptbil)
- Volvo 760
- Volvo 780
- Volvo 960 (vissa marknader 1991)
- Talbot Tagora